# 情報開示陳述書
情報開示陳述書（じょうほうかいじちんじゅつしょ、英語：information disclosure statement）は、IDSと略され、特許出願人がプロセキューション(en:patent prosecution)の過程で、関連する背景技術又は情報を米国特許商標庁 (USPTO) に提出することを指す。全ての特許出願人は出願人が知っている又は出願人の発明の特許性に関連する可能性がある関連技術又は背景情報を開示する義務がある。これは、合衆国法典 Title 35と関連するCFR Title 37やMPEPで定められている。特許出願人が、知っている技術に対する欺く意図で重要な先行文献をUSPTOに提出しなかった場合、登録される特許は、不衡平行為(en:inequitable conduct)を理由として拘束力がないと宣言される可能性がある。さらに、そのような関連情報をUSPTOを提出する義務は、出願人又は発明者だけではなく、出願人が使用している弁理士またはその他の法律スタッフにも課される。
IDSにリストアップした技術自体は、自動的に先行技術とみなされるわけではない。「単に情報開示陳述書に引例を列挙するだけでは，その引例がクレームに対する先行技術であることを認めたこととして受け取られない」

## 内容
IDSで提出される情報には、他の登録特許、公開特許出願、科学ジャーナルのアーティクル、書籍、雑誌の記事や出願人の自身の特許出願で開示された発明と関連するその他の公開された資料が含まれる。公開された資料の作成された国や言語は無関係である。
IDSにリストアップされている技術は通常、米国特許文献、外国特許文献と非特許文献の3つのカテゴリに分類される。米国特許出願は登録された米国特許と米国特許出願公開で構成される。USPTOの審査官は全ての米国特許文献にアクセスできるため、リストアップした米国特許文献の写しをIDSと一緒に提出する必要はない。外国特許文献は、外国で登録された特許
外国出願公開（存在する場合）、PCT国際出願公開で構成される。非特許文献は、雑誌の記事又は研究ジャーナルなど、米国又は外国の特許公開以外の公開物で構成される。リストアップした非特許文献 (NPL) や外国の特許公開の写しは、IDSと一緒に提出する必要があり、そうしないとUSPTOの審査官により検討されない。NPL又は外国の特許公開の写しが英語で書かれていない場合、出願人はそれが審査官により検討されるために、英語の翻訳又は英語での関連性の概要も提出しなければならない。
IDSの内容の要件は37 CFR 1.98で定義されており、MPEPに記載されている。

## 提出要件
IDSの提出要件は37 CFR 1.97で定義されており、MPEPにも記載されており、出願人がIDSを提出できる時期と方法が含まれる。IDSは仮出願では認められていない。2006年10月現在、関連技術はUSPTO発行のフォームをフォームを使用して紙で提出することも、USPTOの電子出願システムを使用して電子的に提出することもできる。

## 参考資料
- Information Disclosure Statement in the MPEP, Section 609
- 37 CFR(アメリカ合衆国特許規則)日本語訳